# さんぽみち
さんぽみちは、よしもとクリエイティブ・エージェンシー福岡事務所に所属していたお笑いコンビ。

## 略歴
2009年10月に福岡吉本に所属した石原と、ぱぴゅーんを解散したばかりの小川により、2010年2月に結成。同年10月解散に至る。その後、小川は林悦未とのコンビ「マイクロバス」として、石原ヨシオカはピン芸人として活動する。

## メンバー
石原 ヨシオカ（いしはら　よしおか、1986年11月16日 - ）福岡県北九州市出身。本名は福島　慧（ふくしま　けい）。
- A型、176cm、87kg。
- パタパタママの木下にルックスが良く似ている。
- 立ち位置向かって左側。ツッコミ担当。

小川 夏海（おがわ　なつみ、1988年5月23日 - ）福岡県筑紫野市出身。本名同じ。
- O型、161cm。
- 国立の美大出身。
- 絵が得意。しかし、ぱぴゅーん時代の絵をネタにしたボケは現在行っていない。
- 立ち位置向かって右側。ボケ担当。

## 特徴
- 石原の生理的な気持ち悪さ・ルックスの悪さを、小川がいじっていく芸風である。
- 男女コンビであるため、恋愛やデートをテーマにしたネタが多い。